# Khu Barnet của Luân Đôn
Khu Barnet của Luân Đôn (tiếng Anh: London Borough of Barnet) là một khu tự quản Luân Đôn thuộc Bắc Luân Đôn và tạo thành một phần của vùng Ngoại Luân Đôn. Khu vực này có dân số khoảng 331.500 người và chiếm diện tích 86,74 kilômét vuông (33 dặm vuông Anh), tiếp giáp với Hertfordshire về phía bắc và 5 khu tự quản Luân Đôn khác: Harrow và Brent về phía tây, Camden và Haringey về phía đông nam và Enfield về phía đông. Khu tự quản thành lập vào năm 1965, tạo thành một phần của hạt Middlesex và hạt Hertfordshire. Chính quyền địa phương là Hội đồng Khu tự quản Luân Đôn Barnet.

## Địa điểm sinh đôi
- Barnet, Vermont, Hoa Kỳ
- Chaville, Pháp
- Jinja, Uganda
- Le Raincy, Pháp
- Montclair, New Jersey, Hoa Kỳ
- Morphou, Cộng hòa Síp
- Ramat Gan, Israel
- Siegen-Wittgenstein, Đức
- Tempelhof-Schöneberg, Đức